# 1001 Gaussia
1001 Gaussia eller 1923 OA är en asteroid i huvudbältet, som upptäcktes 8 augusti 1923 av den sovjetiske astronomen Sergej Beljavskij vid Simeiz-observatoriet på Krim. Den har fått sitt namn efter den tyske matematikern Carl F. Gauss.
Asteroiden har en diameter på ungefär 72 kilometer.